# Pic tukki
Meiglyptes tukki
Espèce
Statut de conservation UICN

 NT  : Quasi menacé
Le Pic tukki (Meiglyptes tukki) est une espèce d'oiseaux de la famille des Picidae, dont l'aire de répartition s'étend sur la Birmanie, la Thaïlande, la Malaisie, Brunéi et l'Indonésie. Il a disparu de Singapour.

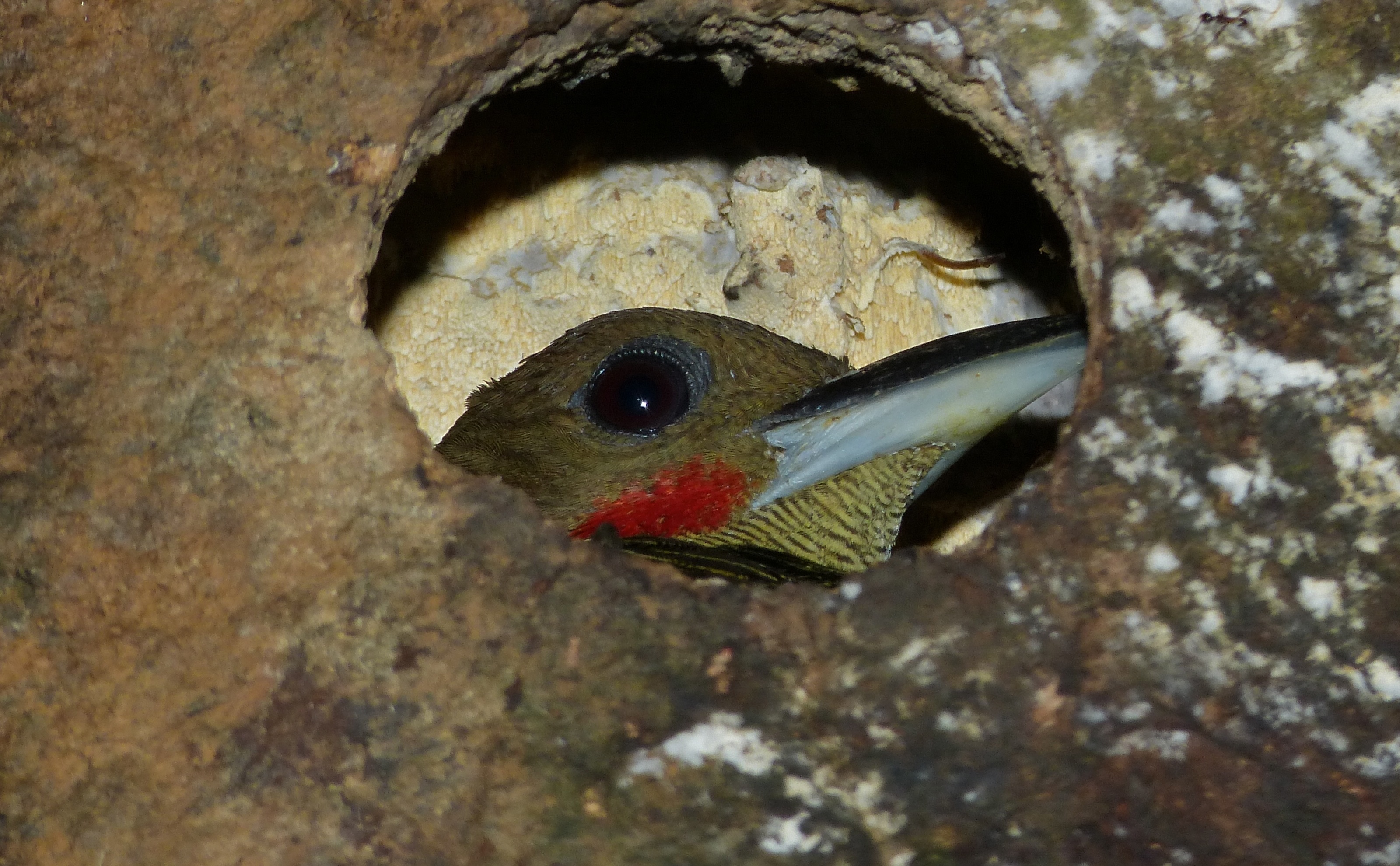
Individu dans son nid, Parc national de Taman Negara en Malaisie continentale

## Liste des sous-espèces
D'après la classification de référence (version 5.2, 2015) du Congrès ornithologique international, cette espèce est constituée des sous-espèces suivantes (ordre phylogénique) :
- Meiglyptes tukki tukki (Lesson, 1839)
- Meiglyptes tukki pulonis Chasen & Kloss, 1929
- Meiglyptes tukki percnerpes Oberholser, 1924
- Meiglyptes tukki infuscatus Salvadori, 1887
- Meiglyptes tukki batu Meyer de Schauensee & Ripley, 1940